# Klosterkirche der Schwestern vom armen Kinde Jesu (Wien)

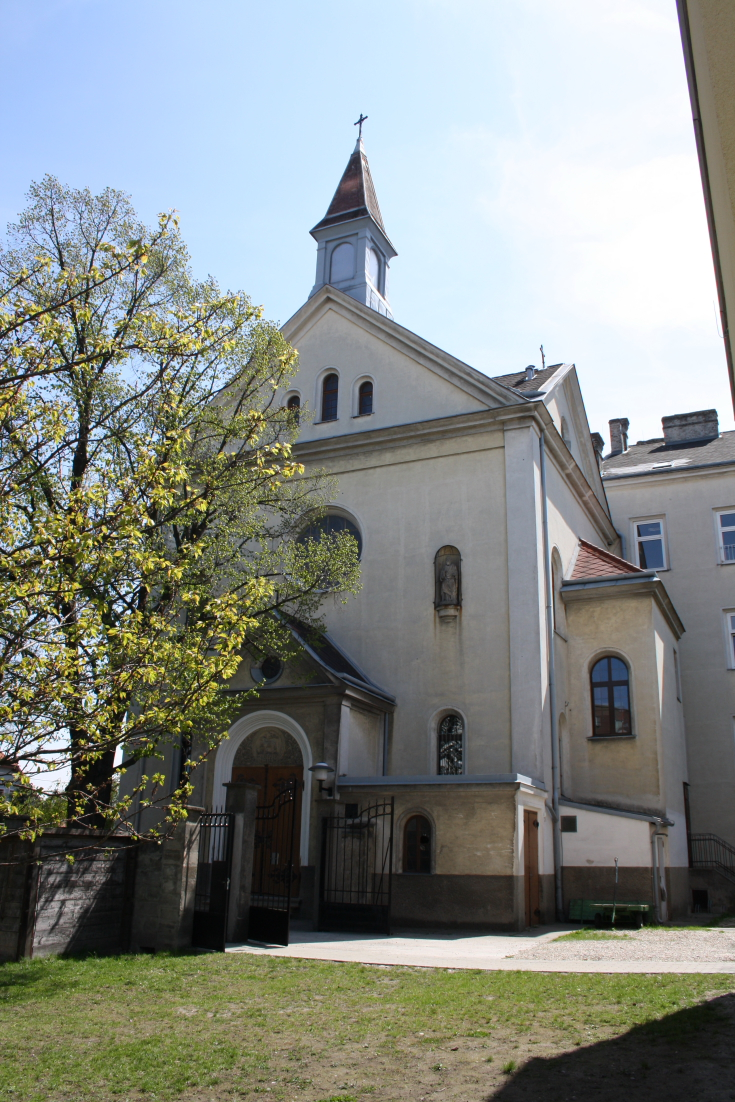
Klosterkirche zur Unbefleckten Empfängnis

Die Klosterkirche zur Unbefleckten Empfängnis ist eine römisch-katholische Kirche im Stadtteil Stadlau im 22. Wiener Gemeindebezirk Donaustadt in der Hardeggasse 65.
Die Klosterkirche ist Teil des Klosters der Schwestern vom armen Kinde Jesus. Die späthistoristische Saalkirche mit angrenzendem Kloster wurde von 1889 bis 1890 errichtet und im Jahre 1893 geweiht. 
Die Kirche hat eine schlichte Giebelfront, einen Dachreiter und in zwei Nischen die Figuren HlL. Petrus und Paulus und am Portalhäuschen des Klosters ein Relief Lamm Gottes. Der Saalraum hat einen Chor, eine Apsis und eine weit vorgezogene Empore auf Pfeilern. Es gibt Wandmalereien von Josef Kastner aus der Bauzeit. Die Glasmalereien sind von der Firma Geyling aus dem Jahre 1963. 
Vor der Kirche steht eine Steinfigur Christus als Kinderfreund aus dem Ende des 19. Jahrhunderts.